# Topornica mała
Topornica mała, pstrążenica mała (Carnegiella marthae) – endemiczny gatunek słodkowodnej ryby kąsaczokształtnej z rodziny pstrążeniowatych (Gasteropelecidae). Bywa hodowany w akwariach.

## Występowanie
Występuje w Ameryce Południowej, na terenie Boliwii, Brazylii, Kolumbii i Wenezueli. Zasiedla dorzecza rzek: Amazonka, Madeira, Rio Negro i Orinoko.

## Charakterystyka
Wysokie i prześwitujące ciało jest silnie bocznie spłaszczone. Płetwy piersiowe są dobrze rozwinięte, w formie skrzydeł. Od otworów skrzelowych po nasadę ogona przez ciało przebiega ciemny pas, w górnej jego części jest srebrzyście obrzeżony. Pokrywy skrzelowe czarne. Po bokach ciała przebiegają ciemne paski skośnie skierowane ku tyłowi.
Dorasta do 3 cm długości.

## Dymorfizm płciowy
Samica w partii brzusznej bardziej pełna.

## Warunki w akwarium
| Zalecane warunki w akwarium | Zalecane warunki w akwarium                |
| --------------------------- | ------------------------------------------ |
| Zbiornik                    |                                            |
| Temperatura wody            | 23–27°C                                    |
| Twardość wody               |                                            |
| Skala pH                    | 5,5–6,5                                    |
| Pokarm                      | wyłącznie żywy                             |
| Uwagi                       | akwarium przykryte (ryby wyskakują z wody) |

## Rozmnażanie
Tarło przebiega w miękkiej wodzie wśród roślin o miękkich liściach.